# Назарбеков, Фома Иванович
Фома Иванович Назарбеков (также Товмас Ованесович Назарбекян, арм. Նազարբեկյան Թովմաս Հովհաննեսի; 4 апреля 1855 — 19 февраля 1931) — российский и армянский военный деятель, генерал-майор Русской армии , генерал-лейтенант армянской армии. Герой Сардарапатского сражения.

## Биография
Фома Назарбеков родился 4 апреля 1855 года в дворянской семье Тифлисской губернии (Тифлис). Армянин. Окончил 2-ю Московскую военную гимназию. Военное образование получил в 3-м Александровском училище. В 1876 году выпущен по 1 разряду в 13-й лейб-гренадерский Эриванский полк. Участвовал в русско-турецкой войне 1877—1878 годов в составе 13-го лейб-гренадерского Эриванского полка. За отличие при штурме крепости Ардаган (04-05.05.1877) награждён орденом Св. Станислава 3-й ст. За отличие под Эрзерумом награждён орденом Св. Анны 3-й ст. Впоследствии служил в 14-м гренадерском Грузинском ген. Котляревского полку. Прошёл все строевые должности до командира батальона включительно. В 1902 году произведён в полковники. 
Участник русско-японской войны 1904-05, за боевые отличия в феврале-марте 1905 года, в ходе Мукденского сражения Назарбеков был награждён Золотым оружием «За храбрость». Вскоре после войны, в 1906 году вышел в отставку в чине генерал-майора.
В Первую мировую войну, 6 ноября 1914 года, когда начались боевые действия на Кавказском фронте, Назарбеков вернулся на службу с тем же чином генерал-майора и был назначен командиром бригады 66-й пехотной дивизии. С 25 марта по 19 ноября 1915 года был начальником 2-й Кавказской стрелковой бригады, затем развёрнутой в дивизию. То было время, когда большевики (в полном соответствии с лозунгом «Поражения своего правительства в войне») негласно поддерживали пантюркистский (и, следовательно, антиармянский) политический проект «Туран Йолу» (Дорога в Туран). В апреле 1915 года части русской армии под командованием Фомы Назарбекова нанесли крупное поражение турецким войскам в сражении у города Дильман. Награждён орденом Св. Георгия 4-й степени (ВП 07.01.1916). В 1916 году Фома Назарбеков со своими войсками действовали в направлении Ван-Копа. В январе 1917 года возглавил сформированный 7-й Кавказский армейский корпус, действовавший в составе русских войск в районе Вана и в Северной Персии.
В 1917 году военные действия на Кавказском театре военных действий носили вялотекущий характер, а войска фронта под действием большевистской революционной пропаганды стремительно теряли боеспособность и дисциплинированность. В конечном итоге, большевикам удалось развалить Кавказский фронт. В соответствии с приказом главнокомандующего Кавказским фронтом генерала М. А. Пржевальского от 26 декабря 1917 года, Назарбеков был назначен командующим Армянским корпусом. После образования Республики Армении Фома Назарбеков продолжал службу в армии, не состоял ни в одной партии и прилагал огромные усилия по созданию регулярной армянской армии. В 1918—1920 годах — главнокомандующий войсками страны. В 1918 году в Кара-Килисском, Баш-Абаранском и Сардарапатском сражениях армянские войска нанесли сокрушительное поражение турецким оккупантам и остановили продвижение противника вглубь Первой Республики, хотя к этому времени турки захватили большую её часть — часть Западной Армении. В победоносной Ванадзорской битве Назарбеков лично командовал войсками.
С 25 марта 1919 года — председатель военного совета Армянской республики.15 июля 1919 года произведён в генерал-лейтенанты. После установления Советской власти в Армении был арестован и в январе 1921 года переведён из Эривани в Баку, а затем содержался в концлагере в Рязани и амнистирован в мае 1921 года. Живя в крайней нищете, Назарбеков находил возможность писать мемуары о военных действиях на Кавказском фронте в 1914—1918 годах.
Фома Иванович Назарбеков скончался 19 февраля 1931 года в Тифлисе.

## Воинские звания
- 1902 — полковник
- 1906 — генерал-майор
- 15 июля 1919 — генерал-лейтенант (Республики Армения)

## Награды
- Орден Святого Станислава III степени с мечами и бантом (1877, за отличие при штурме крепости Ардаган 04-05.05.1877)
- Орден Святой Анны III степени с мечами и бантом (1878, за отличие под Эрзерумом)
- Орден Святой Анны II степени с мечами (1878)
- Золотое оружие «За храбрость» (18.06.1906)[4]
- Орден Святого Владимира III степени с мечами (1905)
- Орден Святого Станислава I степени с мечами (1915)
- Орден Святой Анны I степени (1915)
- Орден Святого Георгия IV степени (07.01.1916)
- Орден Святого Владимира II степени с мечами (1916)

## Галерея

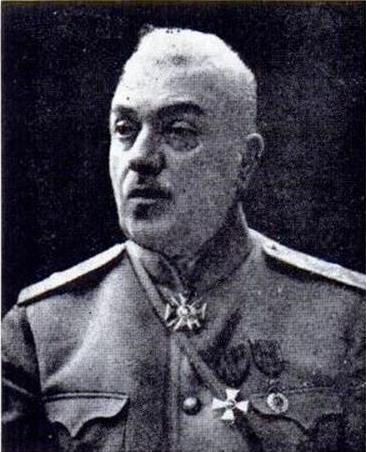
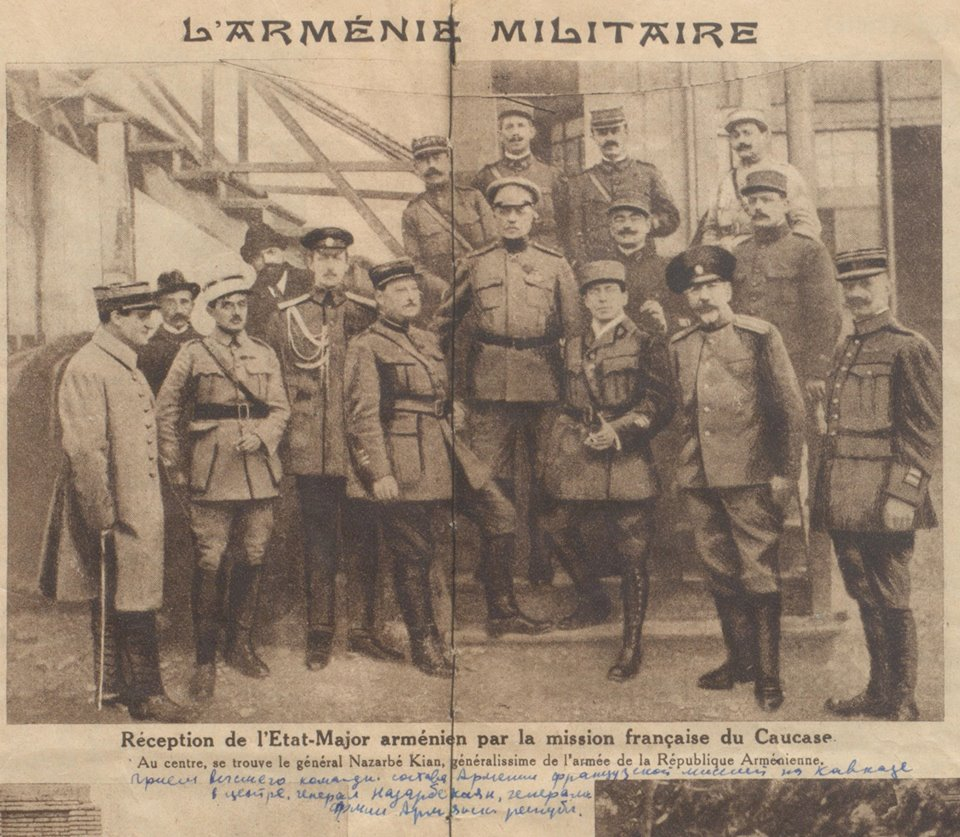
С офицерами Армянской армии